# La Selva Beach (Kalifornija)
La Selva Beach je naseljeno područje za statističke svrhe u američkoj saveznoj državi Kalifornija. Prema popisu stanovništva iz 2010. u njemu je živjelo 2.843 stanovnika.